# Crazyhead
Crazyhead (zuerst angekündigt als Crazyface) ist eine britische Horrorkomödie-Fernsehserie von Howard Overman, die zuerst ab dem 19. Oktober 2016 auf E4 ausgestrahlt und international am 19. Dezember 2016 auf Netflix veröffentlicht wurde. Die Handlung der Serie, die aus einer Staffel mit sechs Episoden besteht, dreht sich um die Dämonenjägerinnen Amy und Raquel, gespielt von Cara Theobold und Susan Wokoma.
Die Serie wurde mit drei Awards der Royal Television Society ausgezeichnet.
Im Juli 2017 wurde bekanntgegeben, dass es keine zweite Staffel geben wird.

## Handlung
Die beiden jungen Frauen Amy und Raquel können erkennen, wenn Menschen von Dämonen besessen sind, und werden daher von den Dämonen, die sie Seherinnen nennen, angegriffen und gejagt. Amys Freundin Suzanne stirbt nach einem misslungenen Exorzismus und wird zu einer blutdürstigen Wiedergängerin, aber nachdem sie von Dämonen entführt wird, stirbt sie bei der Rettungsaktion scheinbar endgültig. Die Dämonen töten auch Raquels dämonischen Vater, der bei der Zeugung ihren menschlichen Vater besessen hatte. Als Halbdämonin ist Raquel einzigartig und kann daher an Halloween dazu benutzt werden, die Pforte für die Legionen der Hölle zu öffnen. Der Anführer der Dämonen schafft es zwar kurzzeitig, dies herbeizuführen, doch Amy kann die Pforte wieder schließen. Nach Halloween ist ihr Freund Jake besessen, der Exorzismus an ihm gelingt aber.

## Besetzung und Synchronisation
Die deutschsprachige Synchronisation entstand nach dem Dialogbuch von Ralf Pel und Andrea Greuel und unter der Dialogregie von Ralf Pel durch die RRP Media UG in Berlin.
| Rolle   | Beschreibung                 | Darsteller      | Folgen   | Synchronsprecher   |
| ------- | ---------------------------- | --------------- | -------- | ------------------ |
| Amy     | Seherinnen/Dämonenjägerinnen | Cara Theobold   | 1 – 6    | Josephine Schmidt  |
| Raquel  | Seherinnen/Dämonenjägerinnen | Susan Wokoma    | 1 – 6    | Ilona Brokowski    |
| Jake    | Amys Kollege und Freund      | Lewis Reeves    | 1 – 6    | Rainer Fritzsche   |
| Suzanne | Amys Freundin                | Riann Steele    | 1 – 6    | Anja Stadlober     |
| Tyler   | Raquels Bruder               | Arinzé Kene     | 1 – 6    | Julien Haggège     |
| Sawyer  | Raquels Dämonenvater         | Luke Allen-Gale | 1 – 2    | Bastian Sierich    |
| Harry   | Raquels neuer Freund (Dämon) | Charlie Archer  | 3 – 6    | Sebastian Kluckert |
| Callum  | Raquels Psychiater (Dämon)   | Tony Curran     | 1 – 6    | Frank Röth         |
| Mercy   | Callums Helferin (Dämon)     | Lu Corfield     | 2, 4 – 6 | Daniela Thuar      |
| Dylan   | Callums Handlanger (Dämon)   | Billy Seymour   | 1 – 4    | David Denemark     |

## Episodenliste
| Nr. | Deutscher Titel            | Originaltitel          | Erstausstrahlung UK | Deutschsprachige Erstveröffentlichung (D) | Regie          | Drehbuch       |
| --- | -------------------------- | ---------------------- | ------------------- | ----------------------------------------- | -------------- | -------------- |
| 1 | Ein verrücktes Pferd       | A Very Trippy Horse    | 19. Okt. 2016       | 16. Dez. 2016                             | Al Mackay      | Howard Overman |
| Amy hält es für Halluzinationen, dass sie die Gesichter mancher Menschen innerlich brennen sieht, aber als einer von diesen sie angreift und sie von Raquel gerettet wird, muss sie erkennen, dass es real ist. Raquel erklärt ihr, dass dies Dämonen sind, die sie nun verfolgen werden. Amy wird in der Bowlingbahn von einem Dämon angegriffen, der bei der Verfolgungsjagd nach draußen rennt und dort von Amys Freundin Suzanne überfahren wird. Am Abend erkennt Amy, dass der Dämon in Suzanne gefahren ist. Bei einem weiteren Angriff durch Dämonen, die von Amys Psychiater Callum geschickt wurden, werden sie von einem Dämon namens Sawyer, der mit Raquel bekannt ist, beschützt. Amy und Raquel entführen Suzanne und führen – nach einer Anleitung aus Wikipedia – einen Exorzismus an ihr aus, durch den der Dämon aus Suzanne fährt und diese verstirbt. |                            |                        |                     |                                           |                |                |
| 2 | Die gerne Pinien riechen   | A Pine Fresh Scent     | 26. Okt. 2016       | 16. Dez. 2016                             | Al Mackay      | Howard Overman |
| Amy und Raquel vergraben Suzanne im Wald und fahren dann zu Raquel nach Hause, wo Sawyer auf sie gewartet hat. Er warnt sie und rät ihr, sich in ein Haus im Wald, einem Ort aus ihrer Vergangenheit, zurückzuziehen. Callum setzt Mercy, einen Dämon in einer alleinerziehenden Mutter, auf Raquel an. Sie betäubt und entführt Sawyer; Amy und Raquel folgen, von Jake gefahren, zur Eisbahn. Dort gesteht Raquel Amy, dass Sawyer ihr dämonischer Vater ist, indem er vor der Zeugung in ihren menschlichen Vater gefahren ist. Die beiden müssen zusehen, wie Mercy eine Eisscherbe in Sawyers Herz rammt und ihn auf diese Weise wieder in die Hölle schickt. Dabei setzt Raquel neue Kräfte frei, die die Elektrik beschädigen und die Eisbahn verwüsten. Als Amy am Abend wieder zuhause ist, steht plötzlich Suzanne hinter ihr. |                            |                        |                     |                                           |                |                |
| 3 | Rasier die Katze           | Shave The Cat          | 2. Nov. 2016        | 16. Dez. 2016                             | Al Mackay      | Howard Overman |
| Raquel findet heraus, dass Suzanne eine Wiedergängerin, die nach Blut dürstet, geworden ist. Amy und sie kaufen Meerschweinchen und fahren Suzanne mit Jake in das Haus im Wald, um sie isoliert von anderen Menschen zu füttern. Auf dem Hügel begegnet Raquel dem Jungen Harry. In einer Nacht lässt Jake Suzanne frei und sie läuft in den Wald, wo sie an Harrys Zelt vorbeikommt und ihre Hand dagegendrückt. Sie wird zuerst von Raquel gefunden, die ihr anbietet, ihr Blut zu saugen. Während Suzanne dies tut, wird sie von zwei Dämonen bewusstlos gemacht und mitgenommen. Sie erwacht in Callums Appartement, der ihr einen gefesselten Mann als Frühstück anbietet. |                            |                        |                     |                                           |                |                |
| 4 | Pinguin oder Kuh?          | Penguin Or Cow?        | 9. Nov. 2016        | 16. Dez. 2016                             | Declan O’Dwyer | Howard Overman |
| Um herauszufinden, wo Suzanne steckt, suchen Amy und Raquel Mercy auf, die Raquel betäubt und Amy ausknockt. Sie bringt ihren Sohn zu Callum, der in seinem Appartement Suzanne festhält und sie damit foltert, dass er ihr einen „Snack“ vor Augen setzt, aber sie nicht essen lässt. Jake fährt die beiden wieder zu Raquel nach Hause, wo Amy in der Nacht mit Raquels Bruder Tyler schläft und Raquel sich per Telefon für den nächsten Tag mit Harry verabredet. Am Morgen erwacht Amy davon, dass sie träumt, wie Raquel von einem Mann (Harry), den sie nicht erkennt, angegriffen wird, und glaubt, dass sie in die Zukunft sehen kann. Suzanne ruft auf Callums Order Amy an und gibt ihr die Adresse, wo sie festgehalten wird, aber darf trotzdem nicht essen. Amy und Raquel fahren zu dem Haus und Amy holt Suzanne, als Callums Handlanger sie beide im Fahrstuhl steckenbleiben lassen. Nachdem Amy sich schneidet, um Suzannes Hunger zu stillen, und aufschreit, bringt der Dämon im Glauben, Suzanne habe Amy angefallen, den Fahrstuhl wieder zum Laufen. Aber als die Tür aufgeht, springt Suzanne ihn an und stürzt mit ihm aus dem Fenster auf den Kopfstein. Später trifft Raquel sich mit Harry, von dem Amy erkennt, dass er der Mann aus ihrer Vision ist, aber sie kann nur noch eine Nachricht auf Raquels Mailbox hinterlassen. |                            |                        |                     |                                           |                |                |
| 5 | Nach unten schauender Hund | Downwardfacing Dog     | 16. Nov. 2016       | 16. Dez. 2016                             | Declan O’Dwyer | Howard Overman |
| Callum bereitet indes eine Halloween-Party vor, bei der Raquel als Pforte für die Legionen der Hölle dienen soll, die dann Menschen besetzen werden. Auf ihrem Date wird Raquel von einem Dämon verfolgt, den Harry angreift, woraufhin er ihr erzählen muss, dass er von ihrem Vater geschickt wurde, um sie zu beschützen. Als Raquel wieder zuhause ist, kommt es zum Streit mit Amy, die sie vor Harry warnen will. Also gehen Amy mit Tyler und Raquel mit Harry auf ein Doppeldate in der Bowlingbahn. Dort findet Amy in Harrys Brieftasche einen Flyer für die Halloween-Party und fährt mit Jake zu dem Veranstaltungsort, wo ein großes Poster Raquel zeigt. Sie werden von Callums Handlangern überwältigt und weggebracht. Raquel und Harry werden durch eine Nachricht von Amy alarmiert und folgen den Dämonen. Dort hören sie, welche Rolle Raquel im Plan der Dämonen spielt, worauf sie einen von ihnen angreift im Wissen, dass sie sie nicht angreifen können. Amy richtet eine Pistole auf Harry, um ihre Freundin zu beschützen, aber nur aus Versehen löst sich ein Schuss. Sie bringen Harry ins Krankenhaus und fahren ans Meer. |                            |                        |                     |                                           |                |                |
| 6 | Bieber mit ner Kettensäge  | Beaver with a Chainsaw | 23. Nov. 2016       | 16. Dez. 2016                             | Declan O’Dwyer | Howard Overman |
| Callum besucht an Halloween Harry im Krankenhaus und tötet ihn fast, um Raquel herzulocken. Nachdem diese benachrichtigt wurde, betäubt sie Amy, Jake und Tyler und fährt ins Krankenhaus, wo ihr Callum begegnet. Als er sagt, dass es heute nur um sie geht, erkennt sie, dass er hinter dem Plan der Dämonen steckt, und er betäubt sie. Noch benommen fahren Amy und Jake zum Krankenhaus, währenddessen Amy eine Vision hat, wie sie in den Tod stürzt. Als sie ankommen, sehen sie, wie Raquel im Auto der Dämonen weggebracht wird. Sie gehen auf die Halloween-Party, wo Callum sich Amy enthüllt und Mercy sie ausknockt. Um Mitternacht präsentiert Callum Raquel, dass Harry ihm heimlich geholfen hat, worauf sie so wütend wird, dass sich die Pforte zur Hölle öffnet, in die Jake Harry hineinschubst. Indem Amy Raquel sagt, dass sie sie liebt, und sie küsst, kann sie Raquel so beruhigen, dass sich die Pforte wieder schließt. Callum stürzt Amy den Balkon herunter, wobei er stirbt, aber Amy überlebt. Am nächsten Tag zeigt Jake Amy, dass er nun besessen ist, und wird von ihr erfolgreich exorziert. Wochen später werden Amy und Raquel beim Kampf gegen Dämonen von Suzanne beobachtet. |                            |                        |                     |                                           |                |                |

## Produktion und Ausstrahlung
Die Serie wurde am 9. Mai 2016 zunächst unter dem Titel Crazy Face angekündigt; am 9. Mai dann als Crazyhead. Gedreht wurde im Sommer in den Bottle Yard Studios und in Bristol.
Ausgestrahlt wurde die erste Staffel im Vereinigten Königreich vom 19. Oktober bis zum 23. November 2016 auf E4; international erschien sie am 16. Dezember auf Netflix. Im Juli 2017 wurde durch Hauptdarstellerin Wokoma bekannt, dass die Serie eingestellt wurde und keine zweite Staffel erhält. Im Februar 2018 nahm Netflix die Serie auch im Vereinigten Königreich ins Angebot auf.

## Rezeption
Crazyhead erreicht in der Internet Movie Database eine Zuschauerbewertung von 7,3 von 10 Punkten bei über 4.000 Bewertungen; bei Rotten Tomatoes eine Kritikerbewertung von 100 % mit 12 Kritiken und eine Zuschauerbewertung von 83 %. Kritiker der Serie loben hauptsächlich sowohl den Humor als auch die beiden Hauptdarstellerinnen. So heißt es bei Rotten Tomatoes, sie sei „eine brillant bekloppte Mischung aus Comedy und Horror, […] zum Großteil dank Cara Theobolds und Susan Wokomas dynamischer Chemie.“
Louisa Mellor von Den of Geek meint dazu, das zentrale Duo sei die beste Chance der Serie zum Erfolg, und zieht den Vergleich zu Buffy – Im Bann der Dämonen. Bei Catherine Gee für den Daily Telegraph lautet dieser: „Crazyhead ist Buffy, aber mit unanständiger Sprache und einer bodenständigen Haltung zu Romantik und Sex.“
In einer deutschsprachigen Rezension bezeichnet Oliver Armknecht von film-rezensionen.de die Serie als „tatsächlich unterhaltsame Horrorkomödie, die von absurden Situationen und kauzigen Figuren lebt,“ und vergibt 7 von 10 Punkten.

### Auszeichnungen
Die Royal Television Society zeichnete bei ihren regionalen West of England Awards 2017 Crazyhead für Sound und Design sowie Susan Wokoma in der Kategorie „On-Screen Performance“ aus.